# Canotia
Canotia es un género de plantas con flores con dos especies pertenecientes a la familia Celastraceae.

## Taxonomía
El género fue descrito por John Torrey y publicado en Reports of explorations and surveys : to ascertain the most practicable and economical route for a railroad from the Mississippi River to the Pacific Ocean, made under the direction of the Secretary of War 4(5): 68. 1857. La especie tipo es: Canotia holacantha

## Especies aceptadas
A continuación se brinda un listado de las especies del género Canotia aceptadas hasta octubre de 2013, ordenadas alfabéticamente. Para cada una se indica el nombre binomial seguido del autor, abreviado según las convenciones y usos.
- Canotia holacantha
- Canotia wendtii